# Gouvernement cantonal
Ne doit pas être confondu avec Conseil des États.
Le gouvernement cantonal est l'exécutif d'un canton suisse. Dans la plupart des cantons romands, il s'appelle Conseil d'État. Il s'agit d'un organe directorial qui fonctionne de façon collégiale ; il a en principe un président à sa tête, et ses membres, appelés conseiller d'État (ou ministres dans le canton du Jura) sont élus pour la durée de la législature, en principe quatre ans.

## Nomenclature
L'organe s'appelle Conseil d'État dans la plupart des cantons romands, tandis que le canton du Jura a préféré l'appellation « Gouvernement » et que celui de Berne a opté pour l'expression « Conseil-exécutif ». Historiquement, le terme utilisé était « Petit Conseil », par opposition au Grand Conseil, le pouvoir législatif.
Les cantons de langue allemande utilisent les termes Kantonsregierung (« gouvernement cantonal »), Regierungsrat (« Conseil de gouvernement »), Staatsrat (« Conseil d'État ») ou Standeskommission (« Commission d’État », canton d'Appenzell Rhodes-Intérieures) selon le canton tandis que le canton italophone du Tessin et la partie italophone du canton des Grisons le nomment Consiglio di Stato (« Conseil d'État »).
Le Conseil d'État ne doit pas être confondu avec le Conseil des États, qui est la chambre haute de l'Assemblée fédérale suisse.

## Règles de fonctionnement
Les conseils d'État sont élus au suffrage universel pour une durée de 4 ans (5 ans pour les cantons de Fribourg, de Genève et de Vaud). Chacun de ses membres, de 5 à 7 suivant les cantons, est élu lors de la même élection. La majorité correspond à la moitié des bulletins valables plus un.
La présidence des conseils est annuelle et revient à chaque membre du Conseil selon un principe de rotation tenant compte de l'ancienneté, sauf dans les cantons de Bâle-Ville et de Vaud où le Conseil d'État élit un de ses membres à la présidence pour la totalité de la législature (4-5 ans).
Il est rarement possible de démettre un ou l'ensemble des membres. En retour, les conseillers d'État ne peuvent dissoudre les Grands Conseils. Il n'y a donc jamais d'élection anticipée. Cependant, il arrive qu'un conseiller d'État démissionne ou qu'il décède en cours de mandat, ce qui occasionne une élection partielle pour repourvoir son siège.
En général, aucun parti n'obtient à lui seul la majorité des sièges, ce qui explique que les exécutifs cantonaux sont toujours des coalitions regroupant les partis de gauche et de droite. Les conseils fonctionnent donc de façon collégiale avec généralement une majorité de droite. En 2005, les cantons de Neuchâtel et du Jura ont une majorité de gauche de 3 contre 2. Et en 2009, le canton de Neuchâtel a élu trois conseillers d'État du même parti (le Parti libéral-radical), ce qui est extrêmement rare dans la Suisse moderne. Dans ce même canton, le PS (Parti socialiste) a trois conseillers d'État sur 5 depuis 2013.
Les conseillers d'État ont pour fonction de diriger les départements de l'administration dont ils sont chargés et de proposer des projets de lois cantonales aux Grands Conseils. Ils ont donc une double charge administrative et politique. Ils ont aussi l'obligation de se prononcer sur les initiatives populaires et défendent, lorsqu'ils arrivent devant le peuple, les projets présentés par l'ensemble du Conseil, qu'ils soient directement impliqués dans le dossier ou non.

## Cantons

### Uri
Le Conseil d'État (en allemand : Regierungsrat) est l'organe exécutif du canton d'Uri.
Il est composé de sept membres, élus au scrutin majoritaire pour quatre ans. Leur entrée en fonction est fixée au 1er juin.
Le président du Conseil d'État porte le titre de Landamann, le vice-président celui de Landestatthalter. Tous deux sont élus pour deux ans.

### Appenzell Rhodes-Extérieures
Le Conseil d'État (en allemand : Regierungsrat) est l'organe exécutif du canton d'Appenzell Rhodes-Extérieures.
Il est composé de cinq membres, élus au scrutin majoritaire pour quatre ans. Leur entrée en fonction est fixée au 1er juin.
Le président du Conseil d'État porte le titre de Landammann. Il est élu pour deux ans.

### Vaud
Le Conseil d'État du canton de Vaud est le gouvernement du canton de Vaud en Suisse. Il est composé de sept conseillers, chacun à la tête d'un département.

### Neuchâtel
Le Conseil d'État est le gouvernement du canton de Neuchâtel en Suisse. Il est composé de cinq départements dirigés par les conseillers d'État, élus au suffrage universel pour quatre ans. Il élit son président chaque année en son sein. 
Lorsque Neuchâtel était encore une principauté, jusqu'en 1848, le Conseil d'État était la plus haute instance politique à Neuchâtel, chargée d'exécuter les ordres du prince, sous la présidence du gouverneur.